# Cuore di pietra (film)
Cuore di pietra è un film pornografico del 1996, diretto da Silvio Bandinelli e interpretato da Selen.
Sul mercato estero uscì anche con i titoli alternativi Cuore de pietra, Heart of Stone, Herz aus Stein, Objet de plaisir, e S.D.F.

## Trama
Monica è una mendicante che vive in povertà in una baracca con il patrigno, un rude alcolizzato che ne abusa sessualmente. Trascorre le sue giornate a chiedere l'elemosina e a sera torna a casa. Per caso, un giorno viene notata per strada e adottata da una coppia di ricchi annoiati e perversi; per lei inizia la trasformazione e da una miserabile condizione di vita passa al lusso più sfrenato, ma il nuovo stile di vita ne cambia però completamente anche il carattere e il suo cuore diventa "di pietra".